# Drahy (rozhledna)
Drahy byla rozhledna nacházející se jižně od obce Javorník v okrese Hodonín.
Se stavbou této se započalo na podzim 2009 podle projektu slovenské architektky Márie Serdahelyové. 30. listopadu 2009 byla dokončena. Její slavnostní zpřístupnění veřejnosti proběhlo 22. února 2010. Současně s rozhlednou Drahy byla v rámci příhraniční spolupráce „Pozrime sa cez hranice z výšky" vybudovány dvě rozhledny u Turé Lúce a Brestovci Slovensku. Celkové náklady na vybudování těchto rozhleden dosáhly 195 000 Eur. Dvacetimetrová rozhledna, na kterou vede 106 schodů je ukotvena pomocí ocelových lan.
V srpnu 2020 byla rozhledna uzavřena z důvodu havarijního stavu, v únoru následujícího roku byla zbourána.